# Toney Mountain
Toney Mountain ist ein 3595 m hoher wahrscheinlich erloschener Schildvulkan im westantarktischen Marie-Byrd-Land. Das langgestreckte Bergmassiv ist rund 60 km lang und ragt etwa 58 km südwestlich der Kohler Range auf.

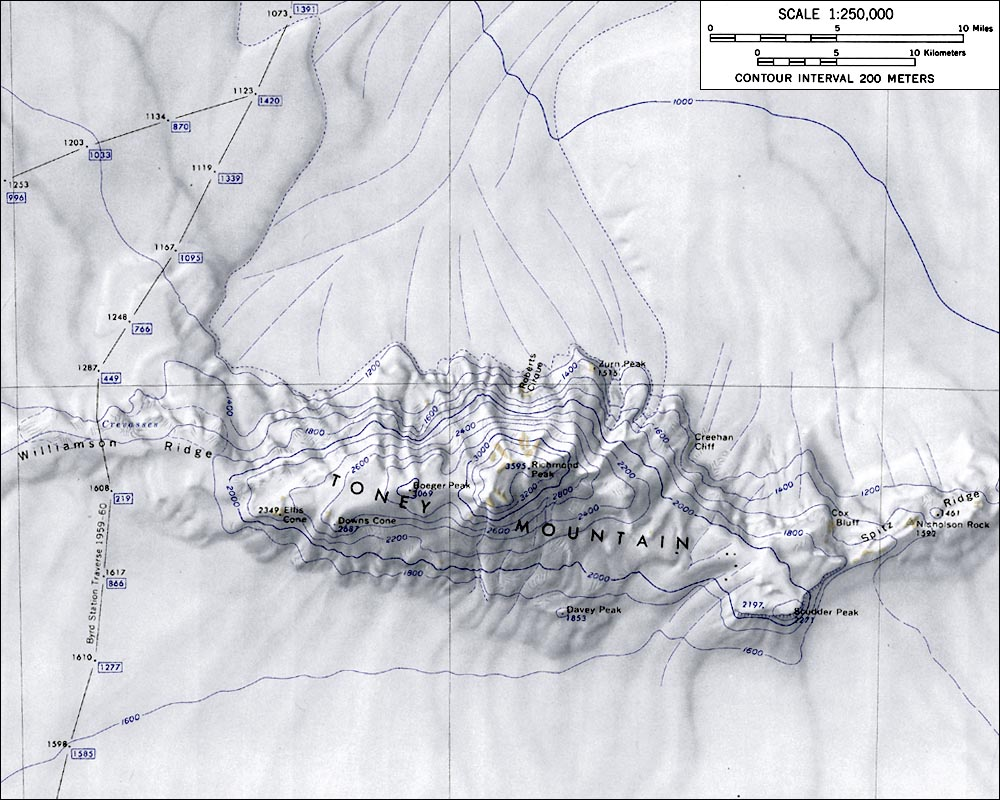
Topografische Karte von Toney Mountain (Maßstab 1:250.000)

Die höchste Erhebung des Vulkans trägt den Namen Richmond Peak. Die Altersbestimmung einer Gesteinsprobe vom Berggipfel ergab ein Alter von etwa 500.000 Jahren. Der Toney Mountain könnte bis ins Holozän hinein vulkanisch aktiv gewesen sein; er gilt als eine mögliche Quelle für Ascheschichten, die innerhalb der letzten 30.000 Jahre im Eis nahe der Byrd-Station abgelagert wurden.
Erste Sichtungen des Berges gehen auf das Jahr 1940 bei Flügen während der United States Antarctic Service Expedition (1939–1941) unter der Leitung des US-amerikanischen Polarforschers Richard Evelyn Byrd zurück. Kartographisch erfasst wurde er im Dezember 1957 durch eine Expedition von der Byrd-Station zur Sentinel Range. Deren Leiter, der US-amerikanische Geophysiker und Polarforscher Charles Bentley, benannte den Berg nach George Robert Toney (1918–2008), dem Leiter der Byrd-Station im Jahre 1957.